# Conirostrum
Conirostrum là một chi chim trong họ Thraupidae.